# Kelly Kryczka
Kelly Marie Kryczka, nach Heirat Kelly Marie Irwin, (* 8. Juli 1961 in Calgary, Alberta) ist eine ehemalige kanadische Synchronschwimmerin. Sie gewann eine olympische Silbermedaille und zwei Goldmedaillen und eine Silbermedaille bei Weltmeisterschaften.

## Karriere
Kelly Kryczka begann im Alter von neun Jahren mit dem Synchronschwimmen. Sie trainierte bei den Calgary Aquabelles unter Debbie Muir.
1979 qualifizierte sie sich mit Helen Vanderburg im Duettwettbewerb für die Teilnahme an den Panamerikanischen Spielen in San Juan. Die beiden gewannen den Titel vor dem Duett aus den Vereinigten Staaten. Im Mannschaftswettbewerb siegte das US-Team vor den Kanadierinnen.
Nach dem Rücktritt von Helen Vanderburg schwamm Kryczka im Duett mit Sharon Hambrook. Die beiden gewannen den Titel bei den kanadischen Meisterschaften 1982. Bei den Schwimmweltmeisterschaften 1982 in Guayaquil trat Kryczka in allen drei Wettbewerben an. Im Einzel belegte sie den zweiten Platz hinter Tracie Ruiz aus den Vereinigten Staaten. Im Duett gewannen Hambrook und Kryczka vor Tracie Ruiz und Candy Costie. Im Gruppenwettbewerb holte Kryczka ihre zweite Goldmedaille. 1983 unterlagen Kryczka und Hambrook bei den kanadischen Meisterschaften den Schwestern Penny und Vicky Vilagos. Bei den Panamerikanischen Spielen 1983 in Caracas erhielt Kryczka nur die Goldmedaille mit der Mannschaft. 1984 konnten sich Hambrook und Kryczka bei der Olympiaqualifikation gegen die Vilagos-Schwestern durchsetzen. Bei der olympischen Premiere des Synchronschwimmens 1984 in Los Angeles belegten Hambrook und Kryczka in der ersten Runde des Einzelwettbewerbs den dritten und vierten Platz. Da nur eine Schwimmerin pro Nation im Finale antreten durfte schieden beide aus und Carolyn Waldo gewann Silber hinter Tracie Ruiz. Im Duett-Finale betrug der Vorsprung von Tracie Ruiz und Candy Costie auf Kelly Kryczka und Sharon Hambrook 1,35 Punkte.
Kelly Kryczka beendete nach den Olympischen Spielen ihre Laufbahn im Hochleistungssport, blieb aber auch weiterhin bei den Calgary Aquabelles aktiv und gewann später Titel im Masters-Bereich. 1996 wurde Kelly Kryczka in die Canadian Olympic Hall of Fame aufgenommen.